# Missing You (John Waite)
Missing You is een nummer van de Britse muzikant John Waite uit 1984. Het is de eerste single van zijn tweede soloalbum No Brakes.
Het nummer beschrijft de eenzaamheid die Waite voelde na de scheiding van zijn jeugdliefde, maar in het refrein liegt hij tegen zichzelf en zegt hij dat hij, ongeacht wat zijn vrienden zeggen, zijn jeugdliefde helemaal niet mist. "Missing You" werd een hit in Noord-Amerika, op de Britse eilanden, in Oceanië, en in het Duitse en Nederlandse taalgebied. In het Verenigd Koninkrijk haalde het nummer de 9e positie. In Nederland haalde het slechts de 17e positie in de Tipparade, maar desondanks werd het toch een radiohit. In de Vlaamse Radio 2 Top 30 bereikte het nummer de 16e positie.
In 1996 werd "Missing You" gecoverd door Tina Turner als de derde single van haar album Wildest Dreams. In het Verenigd Koninkrijk en de Verenigde Staten kwam deze cover respectievelijk tot de twaalfde en 84e plaats. In Nederland kwam het tot de zestiende plaats in de Tipparade, terwijl in Vlaanderen de derde plaats in de "Bubbling Under"-lijst van de Ultratop 50 werd gehaald.

## NPO Radio 2 Top 2000
| Nummer met noteringen in de NPO Radio 2 Top 2000 | '00  | '01  |
| ------------------------------------------------ | ---- | ---- |
| Missing You                                      | 1569 | 1963 |

1. ↑  Een vetgedrukt getal geeft de hoogste notering aan.
2. ↑  2000 was het eerste jaar met een notering voor dit nummer.
3. ↑  Deze tabel is bijgewerkt tot en met de laatste editie (2024).